# ليا ماساري
آنا ماريا ماساتاني (30 يونيو 1933 - 23 يونيو 2025)، المعروفة مهنيًّا باسم ليا ماساري، هي ممثلة ومغنية إيطالية.
وُلدت ماساتاني في روما ودرست الهندسة المعمارية في سويسرا. تبنت اسمها الفني في سن 22 عامًا، بعد وفاة خطيبها ليو المفاجئة.
اشتهرت ماساري في السينما الفنية بدورين: الفتاة المفقودة آنا في فيلم «لافينتورا» (1960) لمايكل أنجلو أنطونيوني، وبدور كلارا، والدة صبي يبلغ من العمر 14 عامًا يدعى لوران (بينوا فيرو) في فيلم همهمة القلب (1971) للمخرج لويس مال.
عملت ماساري في السينما الإيطالية والفرنسية. تشمل مسيرتها المهنية فيلم سيرجيو ليون الأول ( Il Colosso di Rodi ، 1961) والأفلام التجارية الدولية مثل أشياء الحياة ( Les choses de la vie 1970).
كانت مساري عضوة في لجنة التحكيم في مهرجان كان السينمائي في عام 1975.
فازت مساري بجائزة ناسترو دي أرجنتو لأفضل ممثلة مساعدة عن ظهورها في فيلم توقف المسيح في إبولي للمخرج فرانشيسكو روسي (Cristo si è Fermato a Eboli ،1979). توفيت في 23 يونيو 2025، عن إحدى وتسعين عامًا.

## روابط خارجية
- ليا ماساري على موقع IMDb (الإنجليزية)
- ليا ماساري على موقع روتن توميتوز (الإنجليزية)
- ليا ماساري على موقع ألو سيني (الفرنسية)
- ليا ماساري على موقع ميوزك برينز (الإنجليزية)
- ليا ماساري على موقع أول موفي (الإنجليزية)
- ليا ماساري على موقع قاعدة بيانات الأفلام السويدية (السويدية)
- ليا ماساري على موقع ديسكوغز (الإنجليزية)
- ليا ماساري على موقع قاعدة بيانات الفيلم (الإنجليزية)
- ليا ماساري على موقع كينوبويسك (الروسية)